# Pain de Sucre (massif d'Escreins)
Pour les articles homonymes, voir Pain de sucre.
Ne doit pas être confondu avec Mont Aiguillette.
Le Pain de Sucre est un sommet du massif d'Escreins qui culmine à 3 208 mètres. Il est situé à la frontière franco-italienne. Il s'appelait précédemment l'Aiguillette.

## Géographie
Le sommet, marqué par une  croix, offre un panorama à 360° sur :
- la crête de la Taillante, au nord, et les lacs Égorgéou et Foréant en dessous ;
- les Alpes italiennes (Grand Paradis, massif du Mont-Blanc, Cervin, mont Rose et Dolomites), dont le mont Viso au sud-est, derrière le mont Aiguillette, la plaine du Pô et la vallée de Val Varaita ;
- le lac d'Asti en contrebas ;
- le col Agnel et la maison du Parc ;
- le massif des Écrins à l'ouest ;
- le pic de Rochebrune et le reste des Alpes franco-suisses, au loin[3].

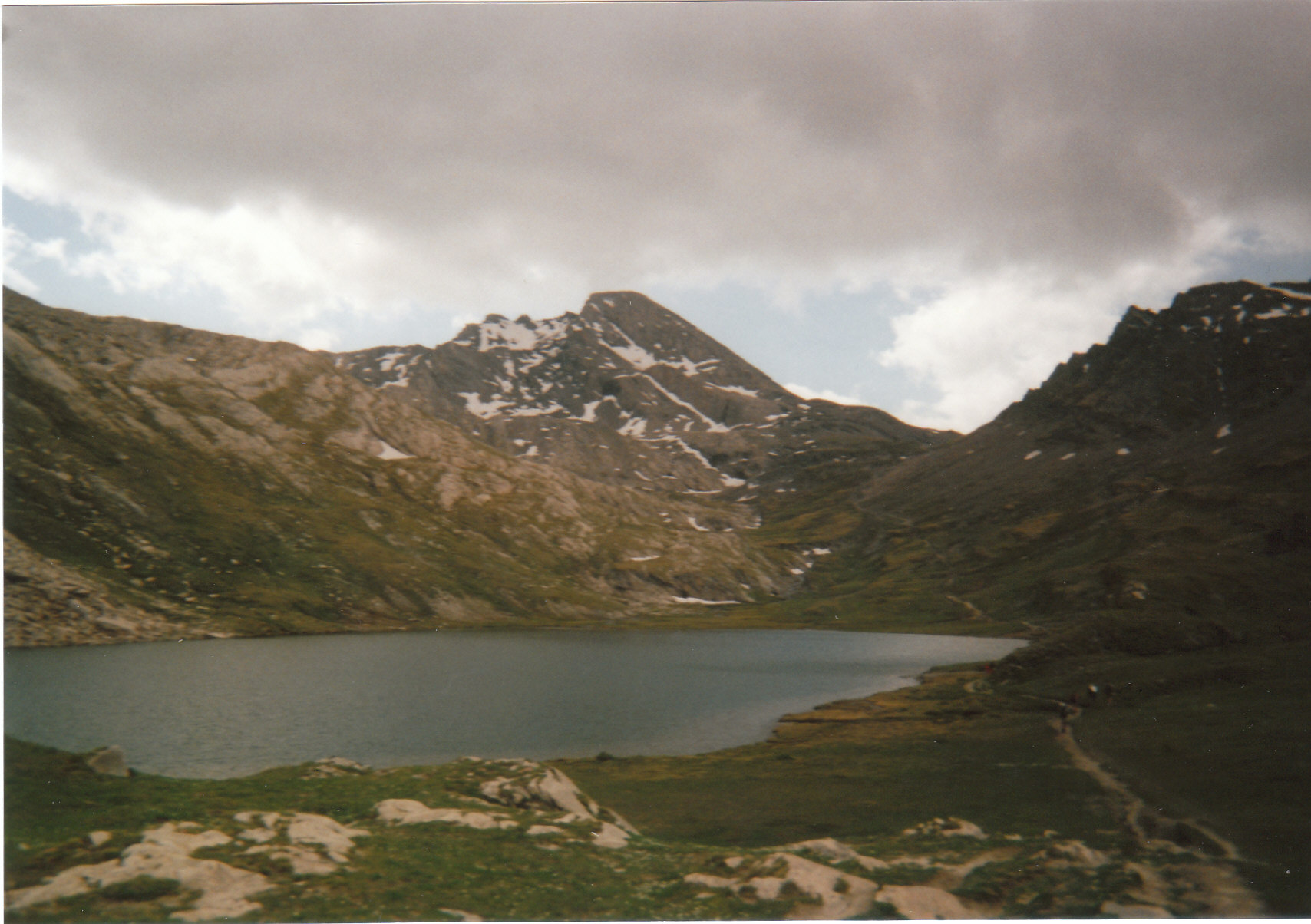
Le Pain de Sucre vu depuis le lac Foréant (2 618 m).
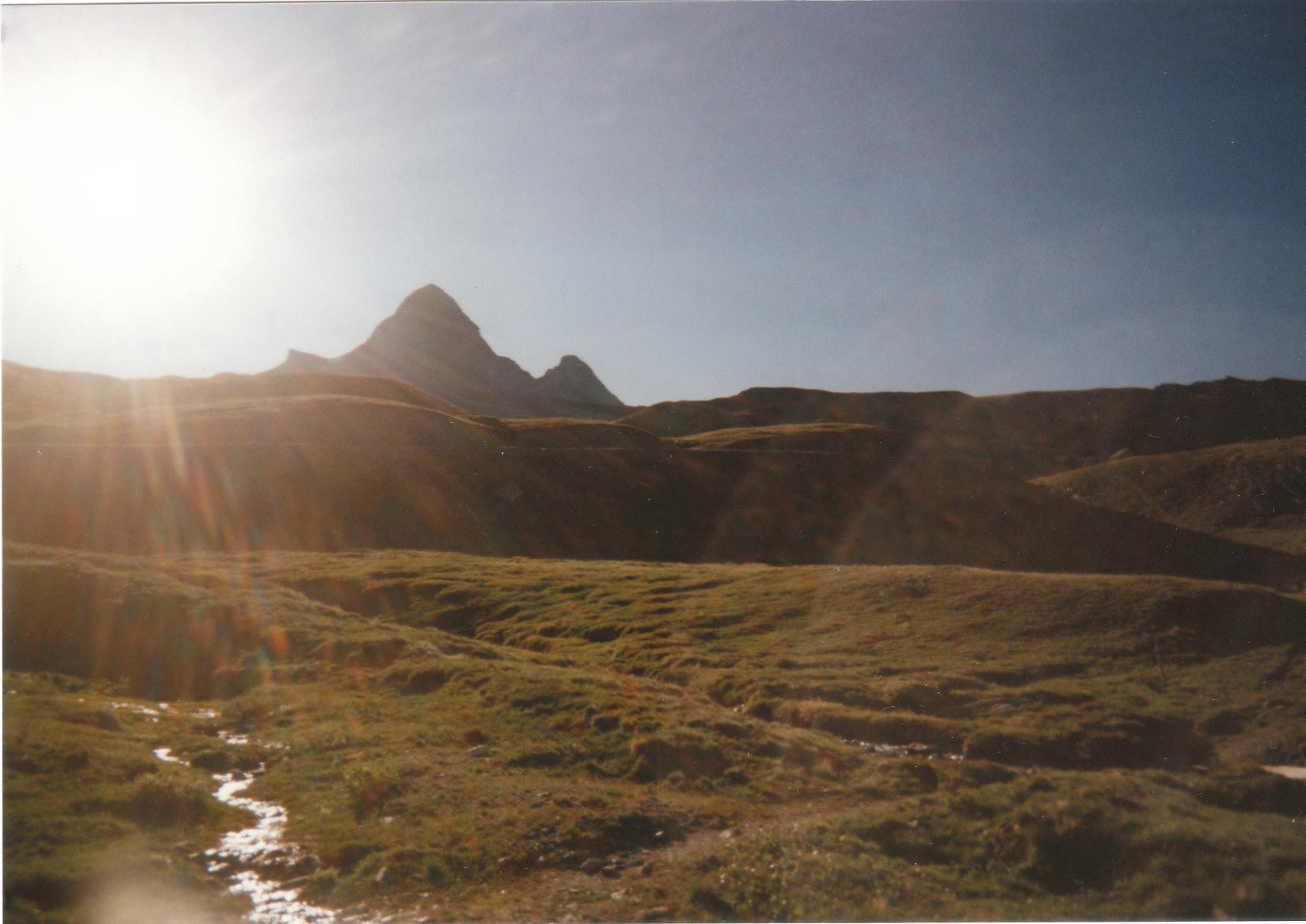
Le Pain de Sucre vu depuis le refuge Agnel.
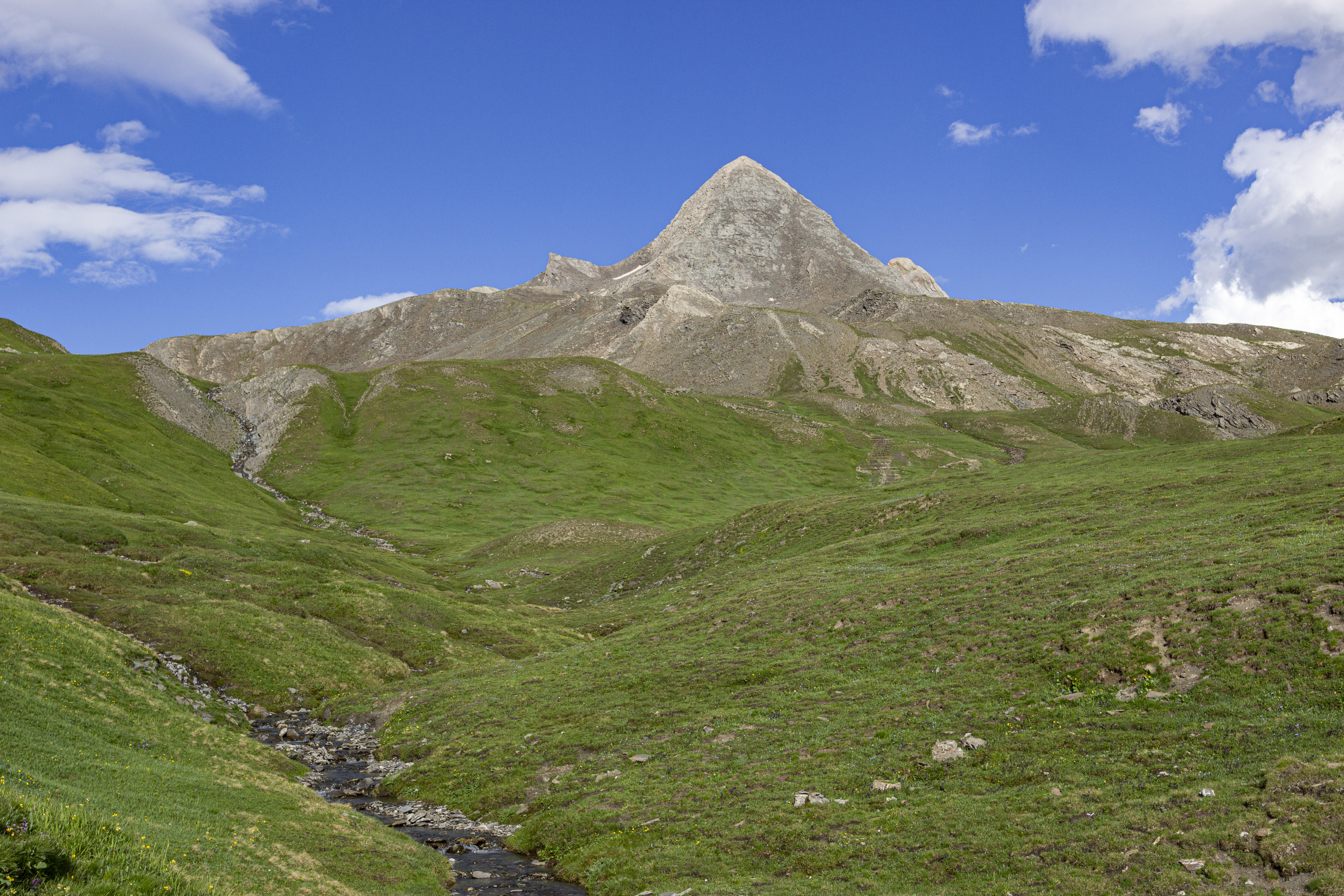
Sommet du Pain de Sucre depuis le Riou de l'Eychassier.

## Ascension
Il est facile d'accès pour tout randonneur de niveau moyen et étant bien équipé. Il est nécessaire de grimper au préalable au col Vieux (2 806 m) sur le GR 58, puis de gagner le sommet en 1 heure. Il est possible de partir du col Agnel : le sentier rejoint le sentier du col Vieux à la base du Pain de Sucre, via une montée tout aussi intéressante. Dans ce cas l'ascension est légèrement plus courte.